# HypoVereinsbank
Bayerische Hypo- und Vereinsbank GmbH, ofte blot omtalt HypoVereinsbank og forkortet HVB er den næststørste finansielle virksomhed i Tyskland og samtidig også den næststørste erhversbank. Banken har siden 2005 været ejet af UniCredit SpA, og deltager sammen med Deutsche Bank, Dresdner Bank, Commerzbank og Deutsche Postbank i samarbejdet Cash Group.
Banken har sit hovedsæde i München, hovedstaden i delstaten Bayern, som udgør et af bankens store markeder. Banken har 25.000 ansatte og 8,5 mio. kunder.